# ناحية الحديدة
ناحية الحديدة إحدى نواحي سوريا تتبع إداريّاً ل منطقة تلكلخ في محافظة حمص ومركزها بلدة حديدة. بلغ تعداد سكان الناحية 25,998 نسمة حسب التعداد السكاني لعام 2004.

## بلدات وقرى ناحية الحديدة
المالكية، البارودية، بعيون، بزناية، دردارية، عين التينة الشرقية، مشيرفة الشرقية، حديدة، أم حارتين الغربية ، خنساء (قزلاخر)، خربة المنقلة، لويبدة، مراسية، ناعسية، الناعورة، الرابية (قز الخاص)، رجبلية، روضة الوعر (الزنابيل)، ريحانية، الصوانة، تل الصفا (تل جردون)، أم الدوالي، أم الميس، أم جامع، الزاهرة، تل الفرح، وادي المولى.